# سورة المطففين

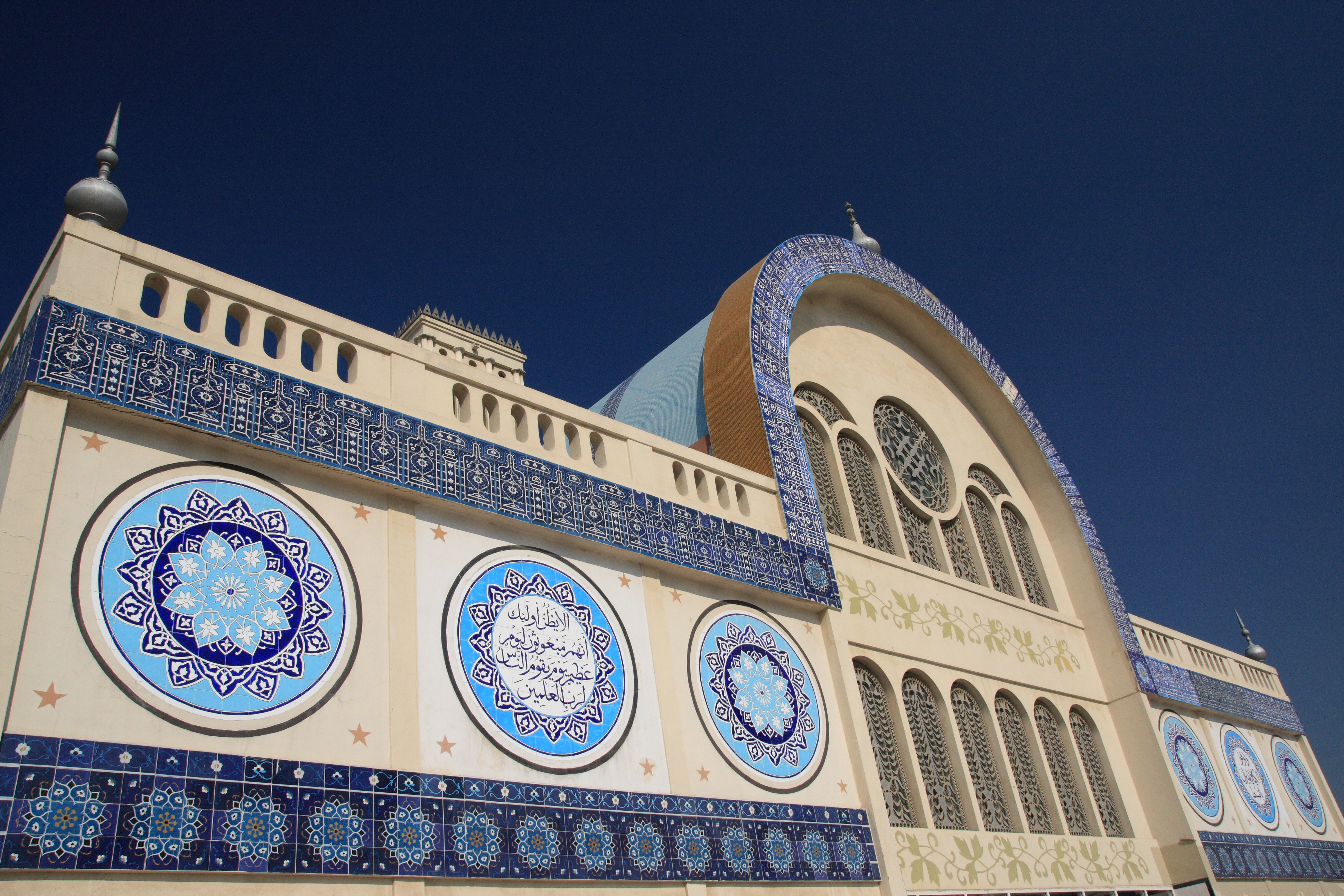
آيات من سورة المطففين مكتوبة على جدران السوق المركزي بالشارقة.

سورة المطفِّفِين، من السور التي اختلف في مكان نزولها إلى عدة أقوال، فذهب بعضهم إلى أنها مكية، وذهب آخرون إلى أنها مدنية، كما ذهب آخرون إلى أنها مدنية ما عدا الآيات الثمانية الأخيرة منها، وذهب آخرون إلى أنها نزلت بين مكة والمدينة، وهي من المفصل، آياتها 36، وترتيبها في المصحف 83، في الجزء الثلاثين، بدأت بالوعيد للمطففين ﴿وَيْلٌ لِلْمُطَفِّفِينَ ۝١﴾ [المطففين:1]، نزلت بعد سورة العنكبوت. وجاءت تسميتها بالمطففين لأن محور السورة هو تعنيف هذا الصنف من الناس الذين يطففون في الميزان والمكيال.قد تكلمت عن مواضيع عديدة، أهمها: إعلان الحرب على المطففين، ووعيد الفجار بالعقاب الأليم، ووعد الأبرار بالثواب العظيم، وإكرام المؤمنين وإيلام المجرمين يوم الدين.

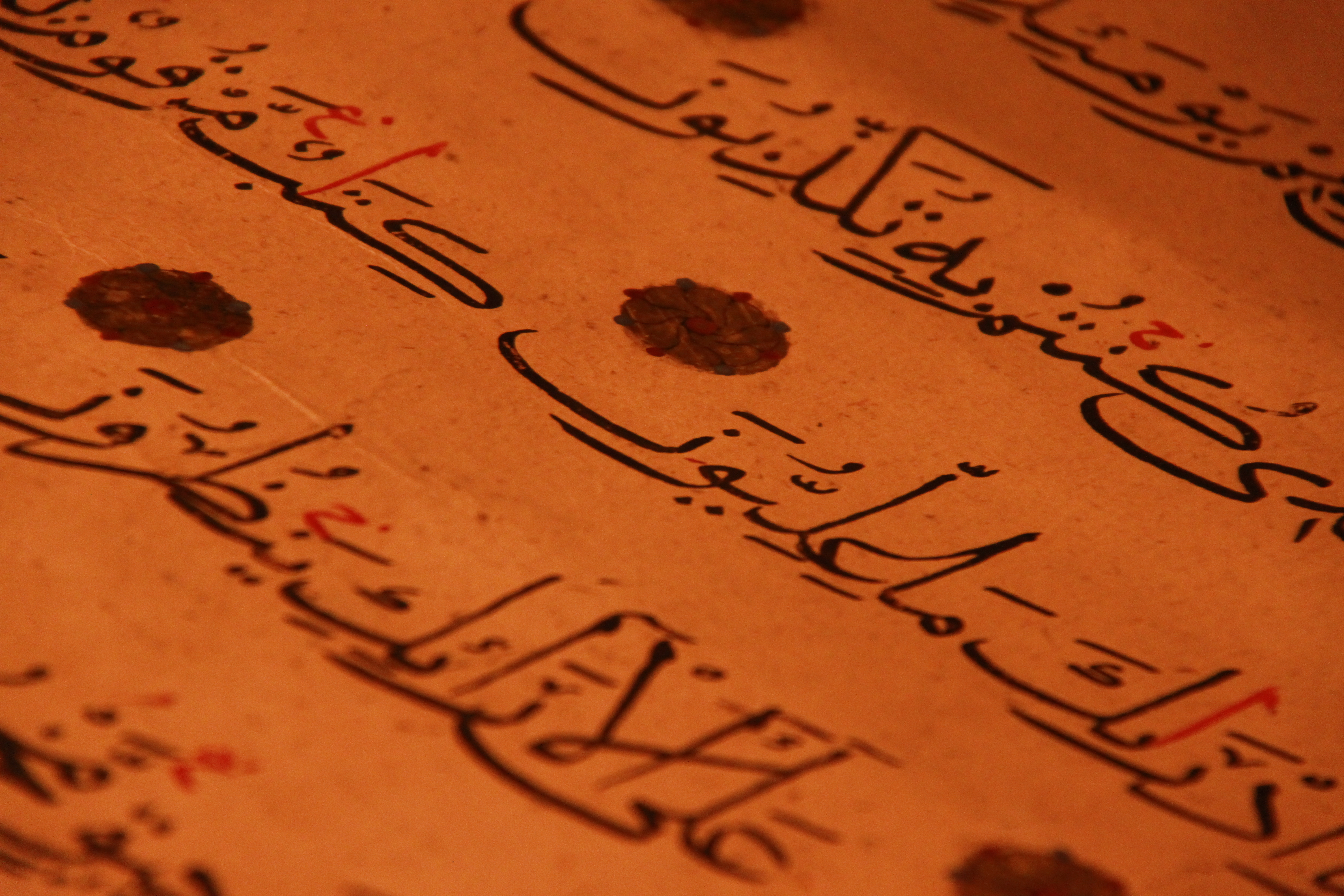
آيات من سورة المطففين في مصحف أثري.

## سبب النزول
عن ابن عباس قال: «لما قدم النبي ﷺ المدينة كانوا من أخبث الناس كيلا، فأنزل الله ﴿وَيْلٌ لِلْمُطَفِّفِينَ ۝١﴾ [المطففين:1] فأحسنوا الكيل بعد ذلك». قال القرضي: «كان بالمدينة تجار يطففون، وكانت بياعاتهم كشبه القمار: المنابذة والملامسة والمخاطرة، فأنزل الله تعالى هذه الآية، فخرج رسول الله صلى الله عليه وسلم إلى السوق وقرأها». وقال السدي: «قدم رسول الله صلى الله عليه وسلم المدينة، وبها رجل يقال له: "أبو جهينة"، ومعه صاعان يكيل بأحدهما ويكتال بالآخر، فأنزل الله تعالى هذه الآية».

## أسماء السورة
سميت هذه السورة في كتب السنة وفي بعض التفاسير «سورة ويل للمطففين»، وسميت في كثير من كتب التفسير والمصاحف «سورة المطففين» اختصارًا. عدد آياتها: (36) آية. عدد كلماتها: (169) كلمة. عدد حروفها: (740) حرفًا. ترتيبها في القرآن الكريم: السورة الثالثة والثمانون. وترتيبها في النزول السورة السادسة والثمانون بعد سورة النمل.

## مراحل تنزيلها
اختلف في كونها مكية، أو مدنية، أو بعضها مكي وبعضها مدني.
- فعن ابن مسعود والضحاك ومقاتل في رواية عنه: أنها مكية.
- وعن ابن عباس في الأصح عنه وعكرمة والحسن والسدي ومقاتل في رواية أخرى عنه: أنها مدنية، قال: وهي أول سورة نزلت بالمدينة.
- وعن ابن عباس في رواية عنه وقتادة: هي مدنية إلا ثمان آيات من آخرها من قوله: {إِنَّ الذِينَ أَجْرَمُوا} [المطففين:29] إلى آخرها.
- وقال الكلبي وجابر بن زيد: نزلت بين مكة والمدينة فهي لذلك مكية، لأن العبرة في المدني بما نزل بعد الهجرة على المختار من أقوال أهل العلم.[10]

## مناسبة السورة لما قبلها
لما قال سبحانه في سورة الانفطار: {وَإِنَّ عَلَيْكُمْ لَحَافِظِينَ * كِرَامًا كَاتِبِينَ} [الانفطار:10-11]، وكان مقتضى ذلك الإشعار بوقوع الجزاء على جزئيات الأعمال وأنه لا يفوت عمل كما قال تعالى: {وَإِنْ كَانَ مِثْقَالَ حَبَّةٍ مِنْ خَرْدَلٍ أَتَيْنَا بِهَا} [الأنبياء:47] أتبع الآية المتقدمة بجزاء عمل يتوهم فيه قرب المرتكب وهو من أكبر الجرائم، وذلك التطفيف في المكيال والانحراف عن إقامة القسط في ذلك، فقال تعالى: {ويل للمطففين} [المطففين:1]، ثم أردف تهديدهم وتشديد وعيدهم، فقال: {أَلَا يَظُنُّ أُولَئِكَ أَنَّهُمْ مَبْعُوثُونَ * لِيَوْمٍ عَظِيمٍ} [المطففين:4-5]. ثم التحمت الآيات مناسبة لما افتتحت به السورة إلى خاتمتها.

## مناسبة أول السورة بآخرها
افتتحت السورة بإعلان الحرب على المطففين الذين لم يوقنوا بيوم الدين، وسخروا من المؤمنين، وختمت بقوله: {هَلْ ثُوِّبَ الكُفَّارُ مَا كَانُوا يَفْعَلُونَ} [المطففين:36].

## مواضيع السورة
بدئت بإعلان الحرب على المطففين في الكيل والوزن، الذين لا يخافون الآخرة، ولا يحسبون حسابا للوقفة الرهيبة، بين يدي أحكم الحاكمين. ثم تحدثت عن الأشقياء الفجار، وصورت جزاءهم يوم القيامة، حيث يساقون إلى الجحيم مع الزجر والتهديد. عرضت صفحة المتقين الأبرار، وما لهم من النعيم الخالد الدائم في دار العز والكرامة. وختمت بمواقف أهل الشقاء والضلال الكفرة الفجار من عباد الرحمن الأخيار حيث كانوا يهزءون منهم في الدنيا، ويسخرون عليهم لإيمانهم وصلاحهم.

## وصلات خارجية
- سورة المطففين: تجويد وتفسير - موقع التفسير